# Assanha da Paz
Assanha da Paz é uma localidade portuguesa, situada na freguesia de Almagreira, Município de Pombal e distrito de Leiria. Tem como localidades vizinhas os Barros da Paz a nordeste, os Gregórios e os Penedos a noroeste e pelo Reguengo a sudoeste.

## Património
- Ermida (capela) de Nossa Senhora da Paz (Foi restaurada em 1944[1])